# ヱヴァンゲリヲン新劇場版:破
『ヱヴァンゲリヲン新劇場版:破』（エヴァンゲリオン しんげきじょうばん は / EVANGELION:2.0 YOU CAN (NOT) ADVANCE.）は、2009年6月27日に公開された日本のアニメーション映画。『ヱヴァンゲリヲン新劇場版』4部作の2作目（作品のイメージカラー:  （橙色））である。カラー制作、庵野秀明脚本・総監督。
映像はカラー/35ミリ/アメリカンビスタサイズ、音声はドルビーデジタルサラウンドEX。
2007年9月に公開された『ヱヴァンゲリヲン新劇場版:序』の続編にあたる。タイトルの『破』は、雅楽の用語「序破急」に由来する。

## ストーリー

### アバンタイトル（第3の使徒戦）
旧北極のNERV基地「ベタニアベース」において、捕獲され実験に使われていた第3の使徒が封印から目覚め、暴れだす。これに対し真希波・マリ・イラストリアスが乗るエヴァンゲリオン仮設5号機が出撃。仮設5号機は大破しつつも第3の使徒を倒すことに成功するが、使徒のコアを破壊した直後、マリを脱出させた上で自爆する。

### A・Bパート（第8の使徒戦まで）
（ここで舞台は日本に戻る） 父・碇ゲンドウとともに亡き母・碇ユイの墓参りに訪れた主人公・碇シンジは、葛城ミサトの車で帰る途中、海上を歩行する第7の使徒を目撃する。そこに、上空で輸送機から放たれたエヴァンゲリオン2号機（搭乗者：式波・アスカ・ラングレー）が現れ、空中戦を繰り広げ難なく使徒を撃破する。
2号機とともに来日したアスカは、シンジと同じくミサトの家に同居し、同じ中学校に通うことになる。しかし、「自分はひとりで生きる」と固く決意するアスカはシンジや綾波レイ、他のクラスメートともなかなか打ち解けない。
ゲンドウと冬月コウゾウが建造中のEVANGELION Mark.06（6号機）の視察のためゼーレの月面基地「タブハベース」へ赴くが、二人が地上へ帰還する前に、衛星軌道上に第8の使徒が出現、NERV本部への落下攻撃がほぼ確実と判明する。代理の指揮権をもつミサトは、エヴァ初号機（シンジ）・零号機（レイ）・2号機（アスカ）の3機によって受け止める迎撃作戦を立案、実行に移す。落下地点に最初に辿り着いたのはシンジの乗る初号機で、続いて到着した零号機・2号機とともに使徒を倒した。シンジは作戦後ゲンドウから褒められたことに喜びを感じ、使徒を一人で倒せなかったことでプライドが傷ついたアスカも、シンジをパイロットとして認め、これ以降は次第に打ち解けていく。また、感情を表現するということを知らなかったレイも、シンジとの交流の中で「心が暖かくなる」ということを発見し、ゲンドウとの和解に向けて積極的に動き始める。

### Cパート（第9の使徒戦まで）
NERVの北米第2支部で試験中のエヴァ4号機が支部を巻き添えに消滅し、その事故を受けて、同じくアメリカで開発されていた3号機が急遽日本に移送されることになった。3号機の起動実験ではレイとアスカがパイロット候補となったが、起動実験の日と、レイがシンジとゲンドウの和解のため企画している食事会の予定が重なっていることに気付いたアスカは、自らテストパイロットに志願する。
実験当日、アスカの乗った3号機の起動実験が開始されるが、3号機には使徒が侵入しており暴走、周囲を吹き飛ばす大爆発を起こす。ゲンドウはエヴァ3号機を第9の使徒として処理することを決定、第8の使徒戦時の損傷の修理が済んでいない零号機を待機させ、シンジの初号機のみを出撃させる。しかしシンジは3号機にまだアスカが乗っていることを知り、戦闘を拒否したため、ゲンドウは初号機の制御を無人操縦システム「ダミーシステム」へ切り替えさせる。ダミーシステムに切り替えられた初号機は3号機を徹底的に破壊。シンジは必死に止めようとするも、初号機は使徒のコアを、アスカの乗った操縦席（エントリープラグ）ごと噛み砕いた。

### Dパート（第10の使徒戦まで）
アスカは一命を取り留めたものの使徒による精神汚染が疑われ、「貴重なサンプル体」として隔離される。激高したシンジはジオフロントを半壊させるが無力化され拘束。その後パイロットを辞め、ミサトの家を出るが、新たな使徒（第10の使徒）の出現のためジオフロント内のシェルターへと避難させられる。マリがエヴァ2号機に乗ってジオフロント内に侵入した第10の使徒を迎撃。しかし第10の使徒の強力なA.T.フィールドに阻まれ太刀打ちできず、2号機を獣化第2形態へと変形させ肉薄するが、返り討ちにあう。次にレイが零号機でN2航空誘導弾を抱えて自爆攻撃を仕掛けるが、使徒がコアを瞼のようなもので防御したため失敗する。2号機が倒れこんだシェルターにいたシンジを、マリは2号機の手で外に連れ出す。そこでシンジが見たものは、使徒がレイの乗る零号機を一瞬で捕食する光景であった。これを見たシンジはNERV本部へと走り、なぜ戻ったと問うゲンドウに、自分は初号機のパイロットだと答える。
零号機とレイを吸収した第10の使徒は人型に変形、メインシャフトを降下しミサトらのいる第一発令所を襲撃する。そこにシンジが乗った初号機が現れジオフロント地表まで戻すことに成功するが、内部電源が切れ活動を停止してしまう。しかし、シンジの叫びとともに再起動した初号機は「神に近いもの」（疑似シン化第1覚醒形態）へと変貌を遂げる。シンジはその力をもって使徒を圧倒し、使徒に吸収されていたレイを救い出す。初号機は光の巨人（疑似シン化第2形態）となりサードインパクトが始まろうとする。
ポスト・クレジット・シーン。月面から渚カヲルの乗るエヴァMark.06が飛来し、カシウスの槍で初号機のコアを貫いてそれを食い止めた。

## 作品設定

### 登場人物
エヴァンゲリオンのパイロット
- 碇シンジ（声：緒方恵美） - 主人公。エヴァンゲリオン初号機のパイロット。"第3の少年"。
- 綾波レイ（声：林原めぐみ） - エヴァンゲリオン零号機のパイロット。"第1の少女"。
- 式波・アスカ・ラングレー（声：宮村優子） - エヴァンゲリオン2号機のパイロット。"第2の少女"。ドイツ出身。新劇場版では本作品から登場。
- 真希波・マリ・イラストリアス（声：坂本真綾） - エヴァンゲリオン仮設5号機のパイロット。イギリス出身、NERVユーロ支部所属。本作品がシリーズ初登場。
- 渚カヲル（声：石田彰） - EVANGELION Mark.06のパイロット。月より飛来。

特務機関NERVのメンバー
- 葛城ミサト（声：三石琴乃） - NERV戦術作戦部作戦局第1課課長。シンジらパイロットの直接の上司でもある。1佐（前作『序』では2佐）。
- 赤木リツコ（声：山口由里子） - NERV技術開発部技術局第1課所属。E計画担当・エヴァンゲリオン開発責任者。
- 加持リョウジ（声：山寺宏一） - NERV主席監察官。新劇場版では本作品から登場。
- 碇ゲンドウ（声：立木文彦） - NERV最高司令官。シンジの父。
- 冬月コウゾウ（声：清川元夢） - NERV副司令。
- 伊吹マヤ（声：長沢美樹） - NERV本部のオペレーター。技術開発部技術局第1課所属、2尉。
- 青葉シゲル（声：子安武人） - NERV本部のオペレーター。調査部情報局第1課所属、2尉。
- 日向マコト（声：優希比呂） - NERV本部のオペレーター。戦術作戦部作戦局第1課所属、2尉。

シンジらのクラスメート
- 鈴原トウジ（声：関智一） - シンジの友人。
- 相田ケンスケ（声：岩永哲哉） - シンジの友人。
- 洞木ヒカリ（声：岩男潤子） - クラスの学級委員長。

その他
- キール・ローレンツ（声：麦人） - ゼーレの中心的人物、人類補完委員会の議長。（BD/DVDの「SCRIPT」で「キール」と名前を確認できるが、BD/DVD付属のブックレットには「ゼーレ01」と記されている）
- ペンペン（声：林原めぐみ）- ミサトの家に同居している、温泉ペンギン。
- 碇ユイ（声：林原めぐみ）- シンジの母。

その他声の出演
丸山詠二、西村知道、宇垣秀成、中博史、佐久間レイ、山崎和佳奈、野田順子、大原さやか、世戸さおり、大川透、小野塚貴志、滝知史、室園丈裕、杉崎亮、茂木たかまさ、山村響、藤本たかひろ、金丸淳一、MAI、入江崇史、ベーテ・有理・黒崎、島田知美、トマス・ヘルサス、ジェーニャ、バロン山崎、ジョシュ・ケラー、兼光ダニエル真

### エヴァンゲリオン
「使徒」に対抗すべく建造された人型兵器（一部人型でないものも含まれる）。特務機関NERVが保有・運用する。パイロットは円筒形のコックピット「エントリープラグ」に乗り、主にA10神経による神経接続によって機体を操縦する。アンビリカルケーブルから電力を供給しており、内蔵電源では最大5分間のみ活動が可能。使徒と同じくA.T.フィールドを持ち、使徒のそれを中和・侵食・破壊することができる。
テレビ版から引き続いて登場するエヴァは初号機・零号機・2号機（テレビ版では弐号機）・3号機である。前作『序』から形状・色彩変更がなされていないのは初号機のみであり、零号機は改装を受け、2号機・3号機は新劇場版としては初登場。完全新作のエヴァンゲリオンとして、仮設5号機とMark.06が登場する。
汎用ヒト型決戦兵器 人造人間エヴァンゲリオン 試験初号機
長い1本の角をもつ、双眼の機体。塗装は紫色をベースに黄緑色のアクセントが入る。基本的には前作『序』と同様であるが、両腕に細い黄緑色のラインが一本ずつ追加されている。ダミーシステム起動時には、インテリアの後ろから専用のユニットとアームがせり出し、パイロットの操作を物理的にロックするような描写が追加された。
疑似シン化第1覚醒形態 - テレビ版の第14使徒戦とは異なり、第10の使徒戦での初号機の覚醒は、使徒に取り込まれたレイを救おうと願うシンジの強大な意志が引き起こしたものとされており、リツコによれば「エヴァ本来の姿」「ヒトを超えた神に近い存在」「エネルギーの凝縮体」に変化しつつあると説明されている。外観的には、黄緑色の箇所が赤く染まり、天使の輪が現れる。非常に強力なA.T.フィールドを防御だけでなく攻撃や左腕再生にも使用、目からは光線を放つ。
疑似シン化第2形態 - 零号機とレイを取り込んだ初号機がセカンドインパクト時に出現した四体の巨人に酷似した姿へと変貌したもの。コアを二つ持ち三眼である。

汎用ヒト型決戦兵器 人造人間エヴァンゲリオン 試作零号機（改）
単眼の、山吹色の機体。前作『序』と比べると、他の機体と同じ形状のウェポンラックが装備され、胸部装甲も2号機と同じ形状に変更された。テレビ版ではヤシマ作戦後に塗装が青色に変更となったが、本作品ではそのままである。テレビ版の第14使徒戦では手で抱えられる小さなN2爆弾であったが、N2誘導弾に変更。これを右脇に抱えて第10の使徒に特攻をかけるが効果はなく、膝から下と頭部装甲を残して使徒に捕食されてしまう。
汎用ヒト型決戦兵器 人造人間エヴァンゲリオン 正規実用型 2号機（先行量産機）
ユーロNERV第一支部で建造された、四眼の、赤色をした機体。テレビ版の「弐号機」と比較すると、額の部分に小さな角飾りが追加され、下腕部や腹部などが白くペイントされている。プログレッシブナイフと収納ラックの意匠が変更されており、右肩にもナイフ用ラックが装備された。本作品では「空中挺進専用S型装備」を装着しての空中戦（第7の使徒戦）が初の戦いとなった。このとき、本編が初登場となるボウガンを使用している。テレビ版・旧劇場版では「弐号機」の血液の色は紫がかっていたが、今作の2号機は他のエヴァと同じ赤色になっている。3号機のNERV本部への移管により、バチカン条約（一国家が持つエヴァ保有数は3機まで）によって一旦運用が凍結されていた。
獣化第2形態（第1種） - 肩や脊椎に打ち込まれたリミッターが排除され、胴部装甲を半ば覆うように身体が拡張する。リツコによると「ヒトを捨て闘争に特化させた形態」であり、身体能力は格段に向上するが、プラグ深度が汚染区域に入るなどパイロットにも相当な負担がかかる。

汎用ヒト型決戦兵器 人造人間エヴァンゲリオン 正規実用型 3号機
双眼の、紺色の機体。キール曰く最新鋭機。眉間や膝の装甲などが赤茶色に、腹部などが白くペイントされている。テストパイロットはトウジではなくアスカに変更されている。北米NERV第3支部からNERV本部に移管され松代で起動実験が行われた。第9の使徒に寄生されて制御を奪われたため、使徒として処理することが決定、ダミーシステムを起動させた初号機によって、バラバラになるまで破壊された。
汎用ヒト型決戦兵器 人造人間エヴァンゲリオン 次世代試験 4号機
NERV北米第2支部で開発、試験中であった機体。稼働時間延長実験の失敗により爆発、消滅したとされる。機体の外観など、詳細は明らかにされていない。
封印監視特化型限定兵器 人造人間エヴァンゲリオン 局地仕様 仮設5号機
先端に走行ユニットを装備した4脚をもつ、暗緑色の機体。眼部はゴーグル状。腕はマジックハンド状の「義手」で、パイロットと無理矢理シンクロさせている。右腕には対使徒専用殲滅兵器『簡易式ロンギヌスの槍（似非復元型）』を装備している。電源はアンビリカルケーブルではなく、坑道内の架線からパンタグラフを経由して供給される。第3使徒のコアを破壊した直後に自爆するが、これはゲンドウが、マルドゥック計画を妨害するため加持に指示したもの。
EVANGELION Mark.06（6号機）
月面のタブハベースにて建造されていた、青色の機体。眼部はバイザー状。頭部に初号機のものとほぼ同じ大きさの角状の突起物をもち、頭上には天使の輪が浮かぶ。6号機と呼称されるのは予告の中のみで、本作品中では一貫して「Mark.06（マーク・シックス）」と呼ばれる。素体の巨人の顔はテレビ版・旧劇場版のリリスと似た仮面（デザインは若干異なる）に覆われている。ゲンドウによると、既存のエヴァとは違う方式で建造されている。ゼーレにとって「真のエヴァンゲリオン」であるMark.06の完成は「人類補完計画」のため、「本物の神を創る」ための要である。本作品終盤、エンドロール後に、渚カヲルが搭乗してNERV本部上空に飛来、初号機にカシウスの槍を投げサードインパクトの進行を止める。

### 使徒
「第3新東京市」に来襲する謎の敵。形状や能力はそれぞれ異なるが、必ず「コア」と呼ばれる部位があり（通常は赤色の球体）、それを破壊されると活動を停止。新劇場版では、その際に全身が血のような液体に変化する（形象崩壊）。A.T.フィールドを持ち、エヴァンゲリオン以外の通常兵器はほとんど意味をなさない。また、新劇場版では全ての使徒において「天使の輪」（エンジェルハイロゥ）のようなものが現れるシーンがある。
出現順に、番号を冠して呼ばれる。作中のNERV本部の画面や、ゲンドウ、マヤ、加持の台詞では「第○使徒」と、ポスターや、作中での冬月の台詞および加持の台詞の日本語字幕では「第○の使徒」とされる。前作『序』の第6使徒出現時にゲンドウが「残り8体の使徒を倒さねばならない」と発言しているが、その場面の時点で未殲滅である第3の使徒と第6の使徒、『Q』終了現在新劇場版未登場の第11の使徒、そして本来なら存在することのないはずの第13の使徒を数に入れているのか不明である。
第2の使徒「リリス」
NERV本部の地下深く（レベルEEE）にあり、十字架に磔にされ槍で刺されている人型の使徒。これと他の使徒が接触することでサードインパクトが引き起こされるとされ、レベルEEEまで使徒が侵入した場合、本部ごと自爆してそれを阻止することになっている。本作品では1カットのみ登場するが、物語への直接的な絡みはない。
第3の使徒
永久凍土から発掘され、NERV・ユーロ支部の旧北極基地「ベタニアベース」で解剖、封印されていた使徒。骸骨状の竜（あるいは蛇）のような首と尾が生えており、頭部にコアがある。胴体は丸く縛られ、頭部にはゼーレの刻印が押されている。首の部分に、エントリープラグソケットが埋め込まれている。歩行に用いる4本の短い脚のほか、太い4本の脚（特に使われない）をもつ。加持によって封印が無効化され活動再開、「辺獄エリア」を突破し地上の「アケロン」へ脱出するが、それを追うエヴァ仮設5号機のマジックハンドでコアを破壊、殲滅された（直後に仮設5号機も自爆）。デザインは主に鬼頭莫宏による。
第7の使徒
相模湾沖に出現した使徒。コンセプトは「水飲み鳥」。頂上部に時計を模したような顔があり、そこからシンメトリックなオブジェのような身体と2本の非常に細長い脚をもつ。登場時、上部にあるコアらしきものはデコイ（囮）であり、真のコアは下部の球体内部にある。足先で海水を凍らせてその上を歩行する。無数の触手を伸ばしてエヴァ2号機に攻撃をかけるが全てかいくぐられる。デコイ（囮）のコアを破壊されると一度身体が崩れるが、すぐに復活。しかし球体内部にある真のコアを蹴り砕かれて形象崩壊した。テレビ版第八話の原画が紛失していたためシナリオごと新たに製作された。デザインはコヤマシゲトと小松田大全による。
第8の使徒
空から落下してくる使徒。その点ではテレビ版の第10使徒（サハクィエル）と同じであるが、A.T.フィールドが光すら歪めるほど強力であり、「目のような模様が蠢く黒い球体」にしか見えない。テレビ版のような試射（落下位置確認）を行うこともなく、正確に第3新東京市へと落下、途中でA.T.フィールドによる落下軌道変更も行う。落下直前には球体状の身体を展開、テレビ版の第12使徒（レリエル）のような姿（ただし虹色と黒の縞模様）へと変形。その後、赤い炎を噴出しながらテレビ版第10使徒のような形へ変形する。（色はそのまま）その大きさは全長数キロにもなった。上面には無数の人型があり、手を繋いで波打つように踊るほか、ラッパを吹く天使状のものもみられる。
初号機に受け止められた際には、中からヒト型（上半身状）の本体が現れ、初号機の両掌を突き刺して攻撃。コアを高速で動かすことで2号機のナイフ攻撃をかわすが、零号機がコアを鷲掴みにし、2号機が2本のナイフを突き刺し、さらに膝蹴りを食らわせてコアを破壊した。デザインは全体を前田真宏が、ヒト型の部分を本田雄が担当した。
第9の使徒
エヴァ3号機に寄生していた使徒。基本的な性質はテレビ版第13使徒（バルディエル）と変わらないが、粘菌状ではなくコアがエントリープラグを侵食して一体化しており、寄生された部位が青黒く光るようになる。また、3号機の肩から新たに1対の腕を生やし、その腕によって初号機の首を絞め、その組織を浸食。使徒が活動を始めた際には、エントリープラグ内のアスカがエヴァ側へと引き込まれている。ダミーシステムへと切り替えられた初号機によって3号機は破壊され、エントリープラグに付着していたコアは、プラグごと噛み砕かれた。
第10の使徒
顔はテレビ版の第14使徒（ゼルエル）に似通っているが、胴体は小さく、包帯のような布状の腕を無数に持っている。冬月に「最強の拒絶タイプ」と呼称された通り、放つ光線もA.T.フィールドもそれまでの使徒とは桁違いの力をもつ。布状の腕は瞬間的に伸縮可能で、攻撃にも用いる。コアを肋骨で防御することで、A.T.フィールドを全て突破されたうえでのN2誘導弾の直撃にも無傷で耐えられる。
テレビ版の第14使徒は初号機に捕食されるという結末を迎えるが、本作品では逆に零号機を捕食し融合、レベルEEEへの使徒侵入に備えたNERV本部の自爆システムを封殺する。しかし初号機によってコアから零号機のコアを引きずり出されて形象崩壊した。デザインは、テレビ版第14使徒を担当したあさりよしとお自身が本作品のためにリファインしている。また、この使徒との戦いは、テレビ版第弐拾参話の第16使徒・アルミサエル戦の内容を加味している（使徒がレイと同化する場面など）。

### セカンドインパクト
本作品の世界において、15年前に起きた地球規模の大災害。その傷跡として、地球に巨大なクレーター状の穴が存在している描写がある。爆心地付近には4本の十字架状の物体が存在していることが軌道上から確認できる。海の色も赤に染まっているが、これを科学技術により本来の青色に戻そうという試みが、海洋生態系保存研究機構で行われている。加えて、シンジたちセカンドインパクト以後に生まれた世代が、海が本来青いことや潮の匂いや海洋生物について、「知識」でしか知らない、知識に乏しいという描写がなされた。
ミサトが遭遇したセカンドインパクト当時の描写では、4体の光の巨人（コアらしき球体や頭部に光の輪をもつ）と黒い球体と4本の槍（旧世紀版の「ロンギヌスの槍」と同じ形状）が描写されている。月面にある血痕は、セカンドインパクト発生時に南極点から噴出した血糊が付着した物であることが全記録全集付属絵コンテ（欠番カットナンバー402I改）で明らかになっている。

## 製作

### 旧作からの変化
本作品は、『新世紀エヴァンゲリオン』テレビシリーズの第八話「アスカ、来日」から第拾九話「男の戰い」までを描くものとして制作が開始された。しかし、前作『序』がテレビシリーズ第壱話から第六話までのストーリーをほぼ踏襲していたのに対し、本作品ではテレビシリーズや旧劇場版には登場しない新たな登場人物、エヴァンゲリオンや使徒が登場。さらには新たな謎も加わり、『新劇場版』独自のストーリーを展開していく。本作品のストーリーも、当初はただの「総集編」で、監督の鶴巻和哉によれば「別に言うほど『破』じゃない」ものであったが、前作『序』が公開（2007年9月）された後に、総監督庵野秀明の意向によりシナリオが見直され、当初は「声も出さなくていいというくらい」であった、新キャラクターの真希波・マリ・イラストリアスの出番が増えるなどの変更がなされた。また、アスカとレイがNERV本部内のエレベーターで乗り合わせる場面（ただし会話の内容などはテレビシリーズと異なる）など、第弐拾話以降のエピソードも取り入れられた形となっている。
作画に関しても、『序』では大半がテレビシリーズから原画やタイムシートなどの素材を使用していたのに対し、本作品ではほぼ全編にわたって新規に描き下ろされている。そのため、『序』では「リビルド」を強調していたのに対し、本作品ではあまり使われていない。これは、『序』制作時に、実質的な新作にもかかわらずテレビ版の再現に拘り過ぎたという反省から、素材の流用を念頭に置いた当初の脚本を見直し、新作として制作し直されたためである。
庵野は、自身がこれまで作り上げてきたエヴァの世界を自分では破壊しきれないとして、『破』というサブタイトルを象徴する新キャラクター・マリを演じる坂本真綾との打ち合わせの際も、マリに関するより詳しいディレクションは監督の鶴巻に任せている。

### 過去の作品との関連

#### 円谷プロ作品
本編開始前のスタジオカラーのクレジット表示時に円谷プロダクション制作『帰ってきたウルトラマン』の変身シーンの効果音が使用され、ミサトの携帯の着信音も『ウルトラマン』における科学特捜隊本部の無線着信音（=東宝制作『ゴジラ』シリーズのキングギドラの鳴き声の流用）が使われている。また、ミサトの愛車アルピーヌ・ルノーA310の替わりにMAT専用車「マット・ビハイクル」こと初代マツダ・コスモ・スポーツが登場している。その他、セカンドインパクトの回想シーンの四体の巨人に『ウルトラマンA』の第13話・第26話におけるウルトラ4兄弟（ゾフィー、ウルトラマン、ウルトラセブン、ウルトラマンジャック）の意匠が組み込まれており、次回作「Q」の予告にウルトラマンA、ウルトラマン、ウルトラセブン、ウルトラマンジャックのウルトラサインが使われている。庵野秀明が敬愛する円谷プロ作品へのオマージュとみられ、MAT本部の無線着信音を作品中に利用したことからエンドロールには円谷プロと『帰ってきたウルトラマン』が名を連ねる。

#### ジェリー&シルヴィア・アンダーソン製作 東北新社配給作品
碇ゲンドウ・冬月コウゾウ両名が月で用いる月面移動用の乗り物は、ジェリー&シルヴィア・アンダーソン夫妻製作の2作、『謎の円盤UFO』と『スペース1999』にそれぞれ登場する、ムーンモービルとイーグルを足したような形状をしており、赤白のカラーリングは、そのイーグル機のなかでも医療支援仕様のレスキューイーグルのものが採用されている。さらに『UFO』に登場したコンピューター衛星SIDも確認できる。エンドロールには「株式会社東北新社」および『謎の円盤UFO』の名が表示される。

#### 安野モヨコ作品
教室でシンジがレイに弁当を渡す際、添えられていた箸箱には安野モヨコ（庵野秀明の妻）の漫画『オチビサン』に登場するオチビサンの顔が描かれている。

### 本編の音楽・挿入歌
- 本編の音楽に庵野が監督し、鷺巣が作曲したテレビアニメ『彼氏彼女の事情』からの転用楽曲（新録音）も使用された。
- 朝の街のシーンで、1979年の邦画『太陽を盗んだ男』のBGM「YAMASHITA」（井上尭之作曲）が使用されている。この作品は以前より、絵コンテで参加している樋口真嗣が、敬愛する作品だと公言している。
- 挿入歌として「今日の日はさようなら」「翼をください」（以上 船山基紀・鷺巣詩郎編曲、林原めぐみ歌唱）「ふりむかないで」「恋の季節」（以上原曲）が使われており、マリがエヴァ仮設5号機の操縦時に「三百六十五歩のマーチ」を口ずさんでいる[22]など、昭和の歌謡曲が随所に使用されている。
- レイとゲンドウの会食シーンで、挿入曲としてソルのギター曲『モーツァルトの主題による変奏曲』（『「魔笛」の主題による変奏曲』とも）が使われた。元は円谷プロの特撮テレビ映画『怪奇大作戦』第25話「京都買います」全編での使用によるもの。

### スタッフ
- 企画・原作・脚本・総監督：庵野秀明
- 監督：摩砂雪（B・Cパート[23]）、鶴巻和哉（アバンタイトル、A・Dパート[24]）
- 主・キャラクターデザイン：貞本義行
- 主・メカニックデザイン：山下いくと
- 画コンテ：鶴巻和哉、樋口真嗣、橘正紀、佐藤順一、山本沙代、増井壮一、錦織敦史、合田浩章、小松田大全、中山勝一、摩砂雪、庵野秀明
- イメージボード：樋口真嗣、前田真宏
- 作画監督：鈴木俊二、本田雄、松原秀典、奥田淳
- 特技監督：増尾昭一
- 副監督：中山勝一、小松田大全
- デザインワークス：高倉武史、渡部隆、佐藤道明、鬼頭莫宏、あさりよしとお、本田雄、増尾昭一、小松田大全、小林浩康、松原秀典、鈴木俊二、奥田淳、鶴巻和哉、コヤマシゲト、庵野秀明、吉浦康裕、きお誠児、浅井真紀、okama、前田真宏
- 原画：橋本敬史、西尾鉄也、小西賢一、山下明彦、平松禎史、林明美、平田智造、向田隆、田中達也、高倉武史、朝来昭子、奥村幸子、押山清高、室井康雄、板垣敦、合田浩章、柿田英樹、飯田史雄、桑名郁朗、羽田浩二、松田宗一郎、コヤマシゲト、古川良太、上村雅春、すしお、錦織敦史、吉成曜、高村和宏、今石洋之、前田明寿、寺岡巌、高田晃、田村篤、鈴木麻紀子、横田匡史、長谷川ひとみ、鎌田晋平、北田勝彦、黄瀬和哉、前田真宏、庵野秀明、鶴巻和哉、摩砂雪、小松田大全、中山勝一、増尾昭一、鈴木俊二、松原秀典、奥田敦、本田雄
- デジタル演出：鈴木清崇（タツノコプロ）
- 作画監督補佐：錦織敦史、奥村幸子、貞本義行
- 色彩設計：菊地和子（Wish）
- 特殊効果/ブラシワーク：イノイエシン
- 美術監督：加藤浩（ととにゃん）、串田達也（美峰）
- CGI監督：鬼塚大輔、小林浩康（スタジオカラーデジタル部）
- 撮影監督：福士享（T2スタジオ）
- 編集：奥田浩史
- テーマソング：宇多田ヒカル「Beautiful World -PLANiTb Acoustica Mix-」（EMIミュージック・ジャパン）
- 台詞演出：山田陽
- 音楽：鷺巣詩郎
- 効果：野口透（アニメサウンド）
- 総監督助手・配給・宣伝：轟木一騎
- 原作協力：GAINAX
- 脚本協力：榎戸洋司、薩川昭夫、樋口真嗣、吉川良太郎、櫻井圭記
- アニメーション制作：スタジオカラー
- 協力：日本テレビ、ローソン、UCC上島珈琲株式会社、NTT docomo、Panasonic、ロッテリア、ピザハット、株式会社円谷プロダクション、株式会社東北新社ほか
- 配給：クロックワークス、株式会社カラー
- 宣伝：カラー
- 宣伝協力：氷川竜介、市古斉史（TGB design）、金子美里（キングレコード）、株式会社ガイナックスほか
- 製作：株式会社カラー
- エグゼクティブプロデューサー：大月俊倫、庵野秀明

## 経緯
2006年
- 9月9日発売の『月刊ニュータイプ』2006年10月号で『エヴァンゲリオン新劇場版 REBUILD OF EVANGELION（仮題）』の制作が発表された。この時点では、中編（本作品）は2008年陽春の公開、上映時間は90分とされた。

2007年
- 2月17日、中編が2008年公開と改められた。
- 4月28日、『ヱヴァンゲリヲン新劇場版:序』の前売り券第一弾が販売開始された。また、前売り券発売と同時期に配布・掲載が開始されたチラシやポスターで中編・後編・完結編の各タイトルが発表され、中編のタイトルは『ヱヴァンゲリヲン新劇場版:破』と発表された。
- 9月1日、『ヱヴァンゲリヲン新劇場版:序』公開。公開後、庵野の意向により本作品のシナリオが見直されることになった。

2008年
- 10月6日、再度公開時期が変更され、2009年初夏となることが公式サイトで発表された。また同時に英語サブタイトルと、ティーザーポスターが公開された。

2009年
- 2月20日、公開日が2009年6月27日であると正式発表された。
- 3月14日、第一弾前売券が発売され、第一ビジュアルポスターの掲示および配布、公開劇場館における特報映像の上映が開始された。このポスターにおいて旧作でのもう1人のヒロイン・アスカが「式波・アスカ・ラングレー」と名前を変えて『破』に登場することが判明した。
- 4月18日、第二弾前売券が発売され、同日に発行されたEVA-EXTRA第1号では、新ヒロイン「マリ」のフルネームが「真希波・マリ・イラストリアス」であること、およびその担当声優が坂本真綾であることが発表された。
- 4月25日、第二ビジュアルポスターの掲示および配布、公開劇場館における予告映像の上映が開始された。
- 5月16日、第三弾前売券が発売され、同日に発行されたEVA-EXTRA第2号では、主題歌を前作『序』に引き続き宇多田ヒカルが担当することが発表された。
- 6月27日、日本の38都道府県、120館で公開。宇多田ヒカルによる本作品のテーマソング『Beautiful World -PLANiTb Acoustica Mix-』の音楽配信も開始された。
- 7月6日、動員数100万人を突破。
- 7月28日、動員数200万人を突破。
- 8月3日、興行収入30億円を突破。
- 10月4日、第42回シッチェス・カタロニア国際映画祭で上映。
- 10月16日、台湾で公開。
- 11月8日、第15回リヨン・アジア映画祭で上映。アニメ部門第1位を受賞。
- 12月3日、韓国と香港 で公開。
- 12月22日、第33回日本アカデミー賞『優秀アニメーション作品賞』受賞。
- 12月31日、TOHOシネマズ約50館で大晦日限定再上映。

2010年
- 5月8日・9日、箱根町の旧仙石原中学校にて「『ヱヴァンゲリヲン新劇場版:破 EVANGELION:2.22 NOGUCHI ver.』第3新東京市上映会」を開催。
- 5月26日、BD版・DVD版『ヱヴァンゲリヲン新劇場版:破 EVANGELION:2.22 YOU CAN (NOT) ADVANCE.』発売。

2011年
- 8月26日、日本テレビ系『金曜ロードショー』にて『破 TV版』（2.02'）放映。

2012年
- 11月16日、『ヱヴァンゲリヲン新劇場版:Q』の劇場公開前夜に日本テレビ系『金曜ロードSHOW!』にて、『破 TV版』（2.02''）および『Q 冒頭6分38秒 TV版』放映。

2014年
- 8月29日、日本テレビ系『金曜ロードSHOW!』にて『破 TV版』（2.02'）放映。

2020年
- 4月25日、NHK BS4Kにて『破』（2.22）放映。
- 5月23日、NHK BSプレミアムにて『破』（2.22）放映。
- 8月27日、NHK総合にて『破』（2.22）放映。
- 9月19日、NHK BS4Kにて『破』（2.22）放映。
- 12月11日 - 24日、『シン・エヴァンゲリオン劇場版𝄇』の公開に先駆け、初公開となるMX4D/4DX版『ヱヴァンゲリヲン新劇場版:破 4D版』と合わせて全国373館（4D版82館含む）で再上映。

2021年
- 1月22日、日本テレビ系『金曜ロードSHOW!』にて『破 TV版』（2.02'''）放映。

## 封切り
初日公開館数は120館（38都道府県）と多くはなかったが、前作の85館から大幅に増えており、インディーズ・単館系の映画作品の上映スクリーン数としては、比較的大規模なものとなっている。メイン公開館の新宿ミラノ1（座席数1056）では、初回上映日（6月27日）の前日深夜から行列が作られた。公開後2日間の週末興行成績も観客動員数35万4852人、興行収入は5億1218万200円を記録し、『序』に引き続き大手配給会社による作品群をおさえて、週末興行ランキングにおいてオープニング興行1位を達成している。続けて興行2週目も1位を達成しており、これは『序』の成績を上回る記録となった。さらに公開17日目の7月13日には『序』の興行収入20億円を超え、最終興行収入は前作の倍の40億円になった。これは年間ランキング9位（邦画では5位）の成績となる。
ドイツのボンで2009年7月31日から開催されるアニメーション映画祭において本作品が上映されると告知されていたが、権利上の問題から中止となった。2009年10月4日にはスペインのシッチェスで開催された第42回シッチェス・カタロニア国際映画祭のAnima't 部門で上映された。その他、台湾で10月、シンガポールで11月に劇場公開され、韓国、香港でも12月3日より劇場公開された。
なお、本作品は公開直前まで情報はほとんど明かされないという厳戒態勢となった。『序』では行われた一般向けの封切前特別上映も行われず、試写会も関係者のみが招待されている。また、劇場パンフレットも「WARNING! DO NOT OPEN THIS BEFORE WATCHING THE MOVIE.」（映画を観る前の開封禁止）と書かれた封印シールで綴じられ、さらに核心に迫るカットは袋とじに掲載と、徹底した情報管制がなされた。

### 前売券
通常前売券
2009年3月14日から発売された。
特典付き前売券
貞本義行による描き下ろしのイラストが描かれたもので、BE@RBRICKの携帯ストラップが特典として付いている。第1弾（アスカ）が2009年3月14日に、第2弾（レイ）が同4月18日に、第3弾（マリ）が同5月16日に発売された。
アニメイト限定前売券
- クリアファイルセット付き前売り鑑賞券。3月14日から全国アニメイト各店舗およびアニメイト通信販売にて販売された。
- 公開カウントダウンカレンダー付き前売り鑑賞券。4月18日から全国アニメイト各店舗およびアニメイト通信販売にて販売された。
- ストラップ付前売り鑑賞券。5月16日から全国アニメイト各店舗およびアニメイト通信販売にて販売された。

ローソン限定前売券
- ぷちえゔぁ2体セット付き前売り鑑賞券。
- ペンペンのイラストをあしらったボールペン「ペンペンペン」付き前売り鑑賞券。

## 商品・タイアップなど

### Blu-ray&DVD

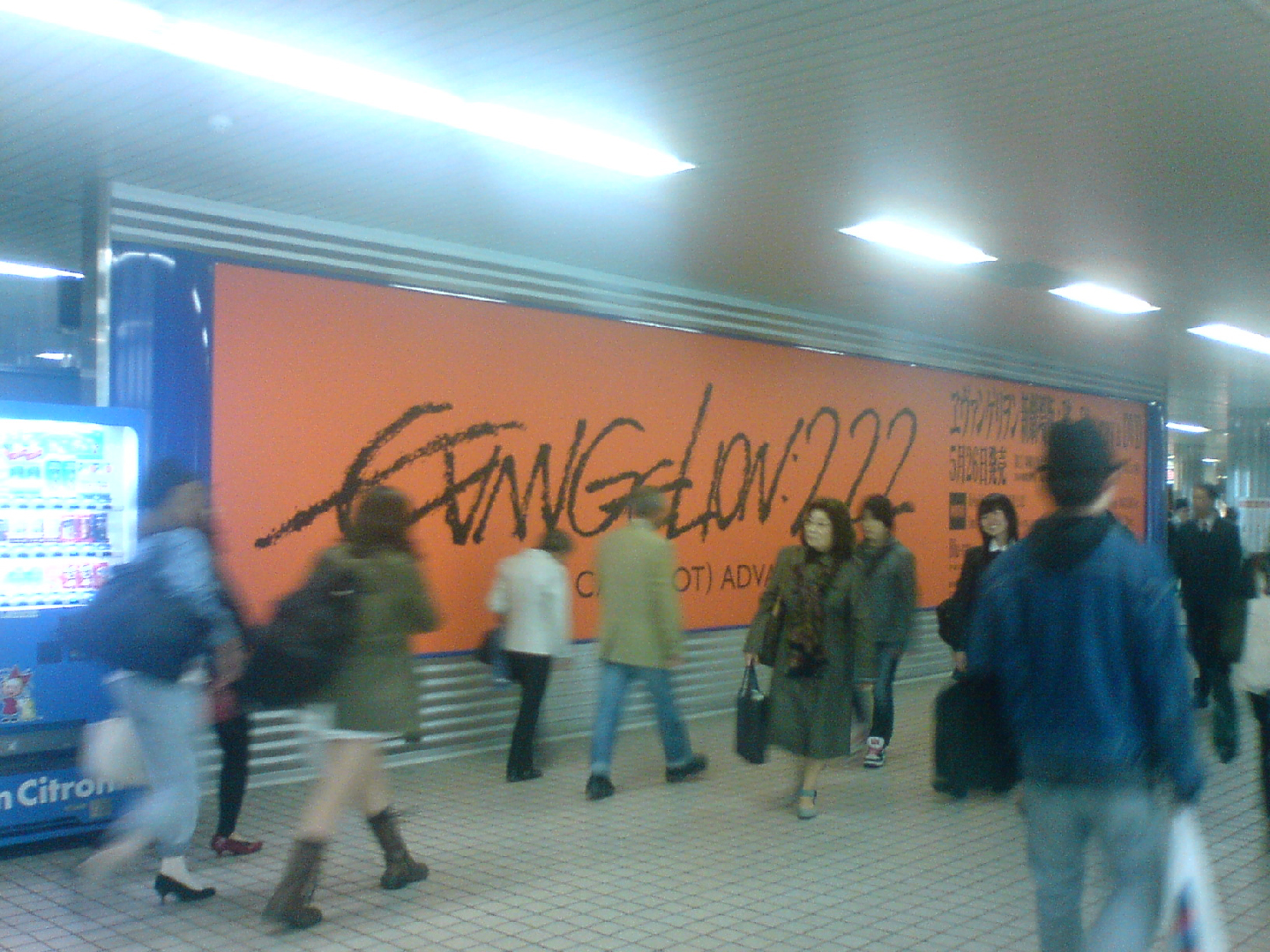
広告（札幌市営地下鉄大通駅にて）

日本国内では、劇場で上映されたものに再調整を行った『ヱヴァンゲリヲン新劇場版:破 EVANGELION:2.22 YOU CAN (NOT) ADVANCE.』が、Blu-ray DiscとDVDで2010年5月26日に発売された。劇場公開版より1000か所以上の修正に加え、新作シーンが追加されている。そのため、収録時間は当初「本編108分+映像特典」と発表されていたが、現在は「本編111分49秒+映像特典」に修正されている。映像特典（AR台本、予告編など）、初回生産分特典（劇場上映生フィルムコマ）あり。
2010年5月26日発売のDVDおよびBlu-ray Discのamazon.co.jpでの予約注文枚数が予約開始から1週間で合計で8万8,000枚を記録、初日のみで4万枚を記録しており、これは国内BDソフトセールスで最高の記録をもつ『マイケル・ジャクソン THIS IS IT』の初日3万枚を超える勢いとなっている。
発売初日にDVD版が12.4万枚、Blu-ray版が19.5万枚売上げ、2010年5月25日付デイリーDVDランキングおよびBlu-rayランキングで首位を獲得している。これはアニメBD初週売上最高記録であった『機動戦士ガンダムUC 1』の5.6万枚を1日の売上で更新し、『THIS IS IT』の初日デイリー記録12.2万枚をも更新した。初週売上も35.7万枚と、『THIS IS IT』の初週売上（26.1万枚）だけでなく、1週にしてその累計売上枚数（35.1万枚）を超え、史上第1位の記録となった。2010年6月14日付Blu-rayランキングでも3.9万枚を売上げ2週連続第1位となり、さらに前作『序』も7000枚を売り上げ総合第2位となり、アニメ作品の同一シリーズタイトルで史上初の1&2位を独占する記録となった。6月14日にはDVD&Blu-ray合わせ出荷合計が100万本を突破している。同28日付のBD週間ランキングでは4週間連続で首位を獲得し、2008年12月発売の『バイオハザード:ディジェネレーション』の歴代1位の記録と並んだ。オリコン2010年年間総合BDランキングでは45万枚で1位となり、前作の『序』に続きV2を達成。また、DVDランキングでも3位にランクインした。
2025年12月10日にはこれまでソフト化されていなかった劇場公開版である『2.0』を収録した「EVANGELION 30th Anniversary Movie Collection」が発売予定。『2.0』はデジタルマスターで収録される。収録内容については新世紀エヴァンゲリオンの作品一覧#Blu-rayを参照。

### サウンドトラック
日本での劇場公開から11日後の2009年7月8日に『ヱヴァンゲリヲン新劇場版:破 オリジナルサウンドトラック』が発売された。『SPECIAL EDITION』（KICA-983〜4、3,300円）は、映画サイズを DISC1『EVANGELION:2.0 YOU CAN (NOT) ADVANCE. original sound track』に、フルサイズを DISC2『Shiro SAGISU Music from EVANGELION:2.0 YOU CAN (NOT) ADVANCE.』に収録した2枚組。通常版（KICA-985）は、『SPECIAL EDITION』のDISC1のみ。

### 書籍
- 『ヱヴァンゲリヲン新劇場版:破 アニメーション原画集 上巻』ISBN 978-4-905033-03-5 - 2011年5月31日発売
- 『ヱヴァンゲリヲン新劇場版:破 アニメーション原画集 下巻』ISBN 978-4-905033-04-2 - 2011年10月31日発売
- 『ヱヴァンゲリヲン新劇場版:破 全記録全集』ISBN 978-4-905033-00-4 - 2012年10月31日発売
- 『ヱヴァンゲリヲン新劇場版:破 全記録全集 ビジュアルストーリー版』ISBN 978-4-905033-19-6 - 2019年7月26日発売[69]
- 『ヱヴァンゲリヲン新劇場版:破 全記録全集 設定 資料版』ISBN 978-4-905033-20-2 - 2019年7月26日発売
- 『ヱヴァンゲリヲン新劇場版:破 画コンテ集』ISBN 978-4-905033-13-4 - 2017年2月24日発売

### 関連商品
- 前作『序』に引き続きUCCからヱヴァ缶の新シリーズが発売された[70][71]。全6種[72]。バラ売りの他、上映劇場および一部店舗において6缶セットの限定パックも発売された[73]。また、作中に「UCC」の自動販売機や商品が現実世界と同じデザインで頻繁に登場する。
- 2009年5月26日から同6月8日まで、ローソンでタイアップオリジナル商品が発売された[57]。なお、劇中にもローソンが登場する。
- 同じく、ローソンにおいてカップラーメン「綾波レイのにんにくラーメンチャーシューぬき」（製造元：東洋水産）、および「葛城ミサトのカレーラーメン」（製造元：エースコック）が5月から6月までの完全限定商品としてそれぞれ発売された。
- ドコモからSH-06Aをベースとした「ヱヴァンゲリヲンケータイ」SH-06A NERV「NERV官給品仕様」が発売された[71]。本作品のなかでも、この端末が使用されている。端末のデザインや劇中に登場する声優の着ボイスや、NERVロゴのホログラム、キーの文字、サブディスプレイの表示色や時計フォント、官給品仕様のメニューやマチキャラなどの内蔵コンテンツなども監督の庵野を含めたスタッフにより監修されている。予約開始日には全国各地のドコモショップに客が殺到し、これによってシステムに障害が発生したため、ドコモは正確な予約数を把握できないまま予約受付を終了した。このため、当初は3万台の限定生産であったものが、全予約者に対応するため7500台の増産を行い、37500台の販売となった[74]。
- 2010年5月、DVD&Blu-ray発売記念企画として、「式波・アスカ・ラングレー×MEG コラボレーションTシャツ」を発表。絵柄は、MEGのシングル「OK」のジャケットをモチーフとしたもので、脚を露出したボーダー柄のパンツを穿いてハートにまたがった姿のアスカ。早朝からの行列で数十分で完売。
- Blu-rayとDVDが発売された2010年5月26日限定で、アニメイトが「NERV本部支給食 鯛飯弁当」を販売した[75]。「日本海洋生態系保存研究機構提供品」という設定。製造元は小田原の東華軒。

### EVA-EXTRA
破の公開前から、製作現場カラーから公式フリーペーパー『EVA-EXTRA』が、上映劇場や大型書店などで配布された。第4号は1から3号までの総集編に再編集を加えたもので、6月27日から上映劇場限定で発売された。また、プレ号となる第0号が東京国際アニメフェア2009（3月18日 - 3月21日）にて配布され、翌年の東京国際アニメフェア2010（3月25日 - 28日）では第6号が配布された。なお、2009年6月27・28日に新宿区歌舞伎町で行われたイベント「第3新歌舞伎町宣言」にて上映された映像が「EVA-EXTRA05」である。『Les Betes-Royal Mirrorball Remix』がBGMで使用されていた。
- 第0号 - 2009年3月18-21日
- 第1号 - 2009年4月14日
- 第2号 - 2009年5月16日
- 第3号 - 2009年6月20日
- 第4号 - 2009年6月27日
- 第5号 - 2009年6月27・28日
- 第6号 - 2010年3月25-28日
- 第7号 - 2010年5月26日
- 番外編 - 『コンティニューvol.46』に「EVA-EXTRA-EXTRA」が付属している。

### キャンペーン
- 2009年4月1日のエイプリルフールではYahoo! JAPANとのコラボレーションでエヴァ実写化キャンペーンが行われた。
- サンシャイン60展望台において、2009年6月11日〜7月14日の期間限定で『新劇場版ヱヴァンゲリヲン:破』公開記念「ヱヴァンゲリヲン in サンシャイン」と題した資料展示が行われ、同施設の大幅な動員増を記録した。アニメイト池袋本店、シネマサンシャイン、サンシャイン60展望台にてスタンプを集め、完成特典としてポストカードが配布された。絵柄は第1弾がレイ、第2弾がアスカであった。
- 2009年6月11日から、財団法人箱根町観光協会がスタジオカラーとガイナックスの監修下で製作した観光パンフレット「ヱヴァンゲリヲン 箱根補完マップ」を配布している。これは本作が「第3新東京市」となった箱根を舞台としていることから、アニメと現在の箱根を対比させて掲載したマップで、町おこしも狙いとしたアニメとのタイアップとして行われた。マップは1万枚が制作され、箱根の主要施設などで配布された[78]。
- 2010年4月23日〜5月17日の期間、ローソン箱根仙石原店にエヴァ関連の装飾を施し「ローソン第3新東京市店」に改装して営業するイベントが行われたが、店舗周辺の大規模な渋滞や騒音被害、付近の民家・宿泊施設の駐車スペースへの無断駐車などが相次いだ。エヴァンゲリオン公式スタッフブログでも再三の警告がなされたが事態の収拾がつかず、これを憂慮したローソン側は、4月25日の16時をもってイベントを中止した[79]。

### 雑誌表紙
- 劇場公開に合わせて、毎日コミュニケーションズのパソコン雑誌『Mac Fan』2009年8月号の表紙を、iPodを持ったアスカとレイが飾った[80]。
- 雑誌『サイゾー』（株式会社サイゾー刊）の2009年7月号の表紙をアスカが飾った[81]。
- 雑誌『CUT』（株式会社ロッキング・オン刊）の2009年8月号の表紙をマリが飾った[82]。

## テレビ放送
| 回数 | テレビ局         | 番組名（放送枠名） | 放送日               | 放送時間       | 放送分数 | 視聴率 | 備考                                      |
| ---- | ---------------- | ------------------ | -------------------- | -------------- | -------- | ------ | ----------------------------------------- |
| 1    | 日本テレビ       | 金曜ロードショー   | 2011年8月26日（金）  | 21:00 - 22:54  | 114分    | 13.1%  | テレビ初放送 ver.2.02'                    |
| 2    | 日本テレビ       | 金曜ロードSHOW!    | 2012年11月16日（金） | 21:00 - 22:54  | 114分    | 13.8%  | 『Q冒頭6分38秒 TV版』と同時放映 ver.2.02' |
| 3    | 日本テレビ       | 金曜ロードSHOW!    | 2014年8月29日（金）  | 21:00 - 22:54  | 114分    | 11.8%  | ver.2.02'                                 |
| 4    | NHK BS4K         |                    | 2020年4月25日（土）  | 23:00 - 翌0:52 | 112分    |        | ver.2.22                                  |
| 5    | NHK BSプレミアム |                    | 2020年5月23日（土）  | 23:00 - 翌0:52 | 112分    |        | ver.2.22                                  |
| 6    | NHK総合          |                    | 2020年8月27日（木）  | 23:45 - 翌1:37 | 112分    | 1.8%   | ver.2.22                                  |
| 7    | NHK BS4K         |                    | 2020年9月19日（土）  | 21:49 - 23:41  | 112分    |        | ver.2.22                                  |
| 8    | 日本テレビ       | 金曜ロードSHOW!    | 2021年1月22日（金）  | 21:00 - 22:54  | 114分    | 7.4%   | ver.2.02'''                               |

- 視聴率はビデオリサーチ調べ、関東地区・世帯・リアルタイム。

## 受賞歴
- 第33回日本アカデミー賞 優秀アニメーション作品賞[89][90]
- 第9回東京アニメアワード 個人部門・音楽賞 鷺巣詩郎[91]
- 第15回リヨン・アジア映画祭 アニメ部門第1位